# Браунинг, Роберт (историк)
Роберт Браунинг (англ. Robert Browning, 15 января 1914, Глазго — 19 марта 1997, Лондон) — британский историк. Крупный знаток Византии, Браунинга отличал редкостный лингвистический дар: владея основными языками запада (в том числе латынью), он выучил и многие восточноевропейские языки, в частности албанский, болгарский, русский, грузинский. Член Британской академии.
Как многие его современники в западных академических кругах, являлся марксистом; принадлежал к Группе историков Коммунистической партии Великобритании. Преподавал во многих университетах классические языки и историю античности. Вице-президент Международной ассоциации византинистики с 1981 г.
Труды об эволюции греческого языка («Medieval and Modern Greek», 1969), свою первую статью по византийской тематике опубликовал в 1950 году на болгарском языке.